# Pfalz Flugzeugwerke
Pfalz Flugzeugwerke est un constructeur aéronautique allemand, basé sur l'aérodrome de Spire dans le District du Palatinat (en allemand : Pfalz). La société, active durant la Première Guerre mondiale, est surtout connue pour sa série de chasseurs, notamment les Pfalz D.III et Pfalz D.XII. Elle a fait faillite après l'armistice de 1918, lorsque les forces d'occupation françaises ont confisqué tout le matériel. L'usine a été réutilisée par diverses sociétés jusqu'à ce qu'elle se reconstitue en 1997. Il s'agit aujourd'hui d'un fabricant de pièces détachées appelé PFW.

## Les débuts

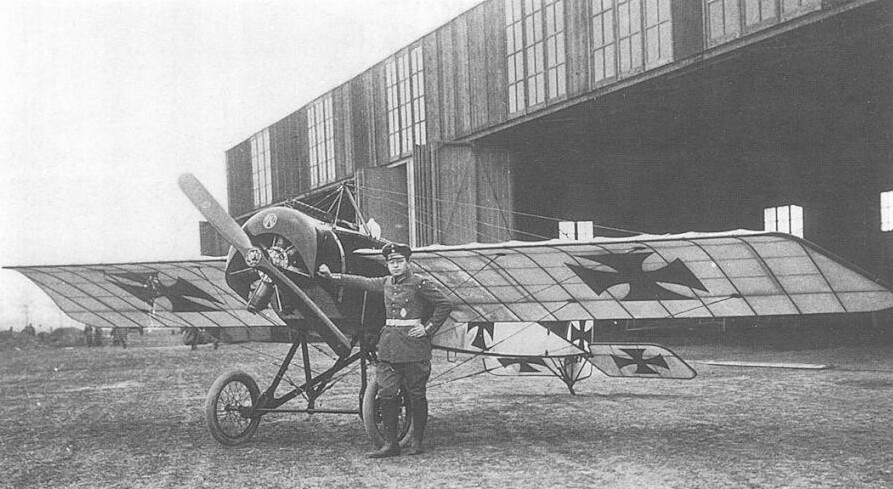
Pfalz E.I

La société Pfalz a été créée le 3 juin 1913 par Alfred Eversbusch, le fils d'un propriétaire de fonderie à Neustadt an der Weinstraße. Il semble qu'il ait construit son propre avion vers 1912 ou 1913. Les premiers associées sont Alfred, son frère Ernst et son beau-frère Willy Sabersky-Müssigbrodt, ainsi que plusieurs investisseurs : Richard et Eugen Kahn et August Kahn (non apparentés). Ils se proposaient à l'origine de construire des avions Albatros sous licence, mais les négociations ont échoué. Un contrat a été signé avec Gustav Otto Flugzeugwerke, qui construisait des biplans à hélice propulsive. Le prototype a été envoyé en Afrique lors d’une tournée, et a fini par être forcé à servir comme avion de reconnaissance militaire,.
La société a envisagé de s’installer sur le nouvel aérodrome de Spire, mais elle a eu du mal à trouver le terrain pour installer son usine. Les avions conçus par Gustav Otto ont d'abord été construits dans le Speyer Festival Hall, qui n'était pas utilisé à l’époque. Ce n’est que le 6 février 1914 que la ville a accepté de vendre 7 000 m2 à Pfalz pour construire leur usine. La construction a été achevée en juillet 1914, un mois avant le début de la Première Guerre mondiale.

## Première Guerre mondiale

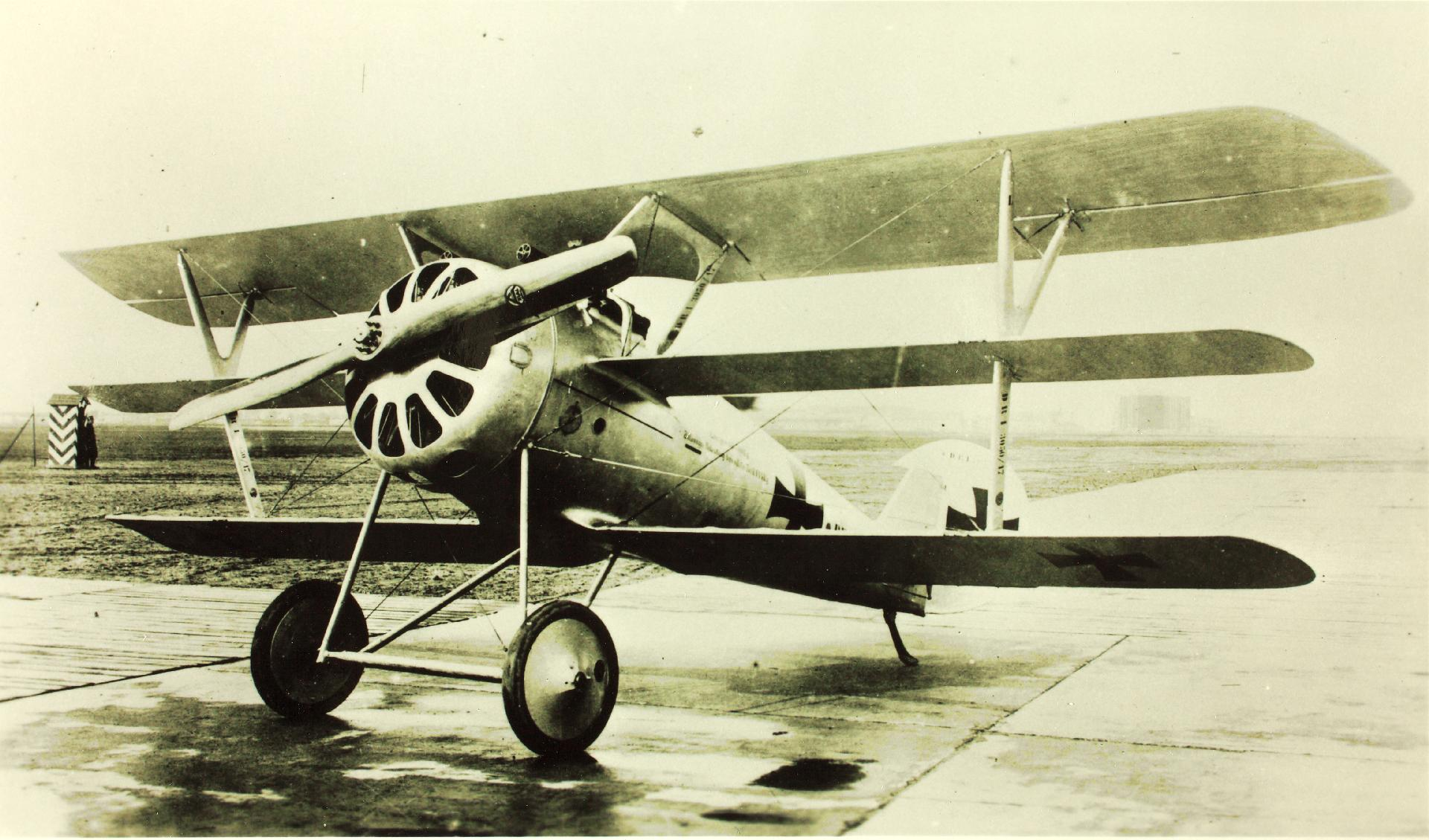
Pfalz Dr.I

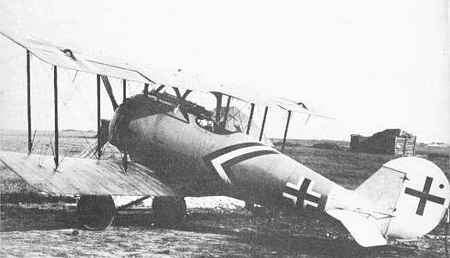
Pfalz D.VIII

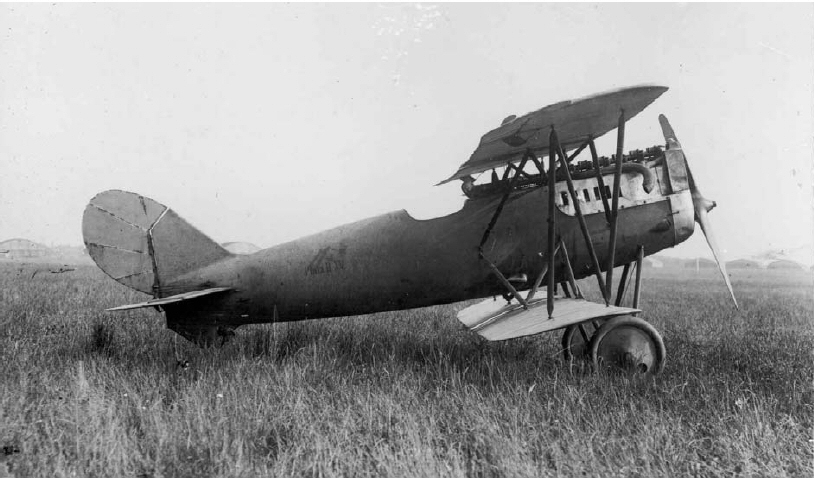
Pfalz D.XV

À cette époque, la société avait obtenu la licence pour construire des monoplans Morane-Saulnier, qui ont rapidement été mis en service en Allemagne. Lorsque ces avions sont devenus dépassés sur le front occidental, Pfalz est passée à la production de LFG Roland D.I et D.II. Le D.II a été produit jusqu'à la fin de 1916, période où il est devenu lui aussi surclassé.
Au lieu de chercher à construire sous licence d'autres modèles, Pfalz a acheté la licence du fuselage semi-monocoque, recouvert de bandes de contreplaqué, inventé par la société Luft-Fahrzeug-Gesellschaft (LFG) Roland sous le nom de Wickelrumpf. Combinée avec le nouveau moteur Mercedes D.III de 160 ch, cette technique de construction a permis de créer le Pfalz D.III. Cet avion est entré en service en août 1917. Il n'a pas été considéré comme un concurrent de l'Albatros D.V, mais a trouvé un rôle spécialisé dans l’attaque des ballons d'observation, où sa vitesse de piqué élevée était un avantage majeur. Environ 600 D.III et D.III légèrement modifiés ont été construits, entre son entrée en service en août et son remplacement un an plus tard. Beaucoup (450 environ) étaient encore en service à cette époque.
L'adaptation au D.III du nouveau moteur rotatif Siemens & Halske Sh.III a donné le Pfalz D.VIII, qui affichait une vitesse ascensionnelle inédite (qu'il partageait avec le seul autre chasseur à moteur Sh.III, le Siemens-Schuckert D.IV). Le Sh.III s'est avéré peu fiable en raison de l'huile moteur utilisée, un ersatz, la seule disponible, et le D.VIII n'a été construit qu'à petit nombre d'exemplaires. La Jasta 2 d'Oswald Boelcke a utilisé ces avions en première ligne, mais on ne sait pas combien ont été construits au total.
Le D.VIII a également été adapté à la configuration triplan, donnant le Pfalz Dr.I. Cet avion fut inscrit au premier concours des avions de chasse organisé à Berlin-Adlershof en janvier 1918. Comme le D.VIII, le Dr.I était propulsé par le Sh.III, un moteur qui surclassait complètement son contemporain, le Oberursel UR.II. Néanmoins, le Fokker Dr.I fut désigné vainqueur du concours, ce qui n’est pas surprenant, compte tenu qu’il s’agissait du seul avion conçu dès le départ comme triplan, et non un biplan rapidement adapté. Une douzaine de Dr.I ont toutefois été construits et utilisés en opérations pendant un certain temps.
Le dernier modèle produit en masse fut le Pfalz D.XII, un développement du D.III qui abandonnait la configuration sesquiplan au profit d’ailes à envergure égale, semblables à celles conçues par Louis Béchereau sur les chasseurs français SPAD. Il fut engagé dans la deuxième compétition d'avions de chasse en juin 1918 contre le célèbre monoplan Fokker E.V et d'autres modèles. Bien que globalement similaire au Fokker D.VII en ce qui concerne l'apparence et les performances, le D.XII était généralement considéré comme inférieur au plan de la maniabilité, et difficile à contrôler à l'atterrissage. Néanmoins, le D.XII a été commandé en série et environ 800 exemplaires ont été produits avant l'Armistice de 1918. Beaucoup d'entre eux ont survécu à la guerre et ont été pris comme butin par les Alliés. Quelques avions ont participé au tournage de films à Hollywood, notamment Hell's Angels et The Dawn Patrol, tous deux en 1930.
Un dérivé du D.XII, le D.XIV, n'a pas été commandé en série. Le D.XV, projet final de Pfalz, a participé à la troisième compétition d'avions de chasse. L'Idflieg l'a commandé pour une production en série juste avant l'Armistice, mais il n'a pas été mis en service.

## Entre-deux-guerres
À la fin de la guerre, l'usine Pfalz s'est trouvée dans la zone d'occupation française et n'avait plus rien à fabriquer. Le 4 juin 1919, la société a été reconstituée sous le nom de AG Pfalz. Ses activités principales étaient décrites comme "construction navale, production, achat et vente de biens industriels". Cette entreprise a finalement fait faillite en 1932, pendant la Grande Dépression.

## Seconde Guerre mondiale
Après la reconstitution officielle de la Luftwaffe, l'usine s'est à nouveau tournée vers l'aéronautique le 1er octobre 1937, cette fois sous le nom de Saarpfalz Flugwerke, entreprise de maintenance. L'aérodrome de Spire n’étant plus opérationnel, les avions qui avaient été réparés devaient être transportés à Mannheim-Neuostheim, mais la ville de Spire a décidé l’année suivante de reconstruire l’aéroport, et il a rouvert ses portes en 1938. La nouvelle société grandit rapidement : de plus de 200 employés à la fin de 1937, elle est passée à 500 personnes au début de la guerre et à 1500 à la fin de la guerre. La maintenance de nombreux modèles était effectuée au cours de cette période, notamment les Focke-Wulf Fw 58, Heinkel He 45, He 46, He 51 et He 111, Junkers Ju 52 et Ju 88. L'activité ne s'interrompt qu'en mars 1945, à l'approche des troupes américaines et françaises.

## Ernst Heinkel, VFW et MBB

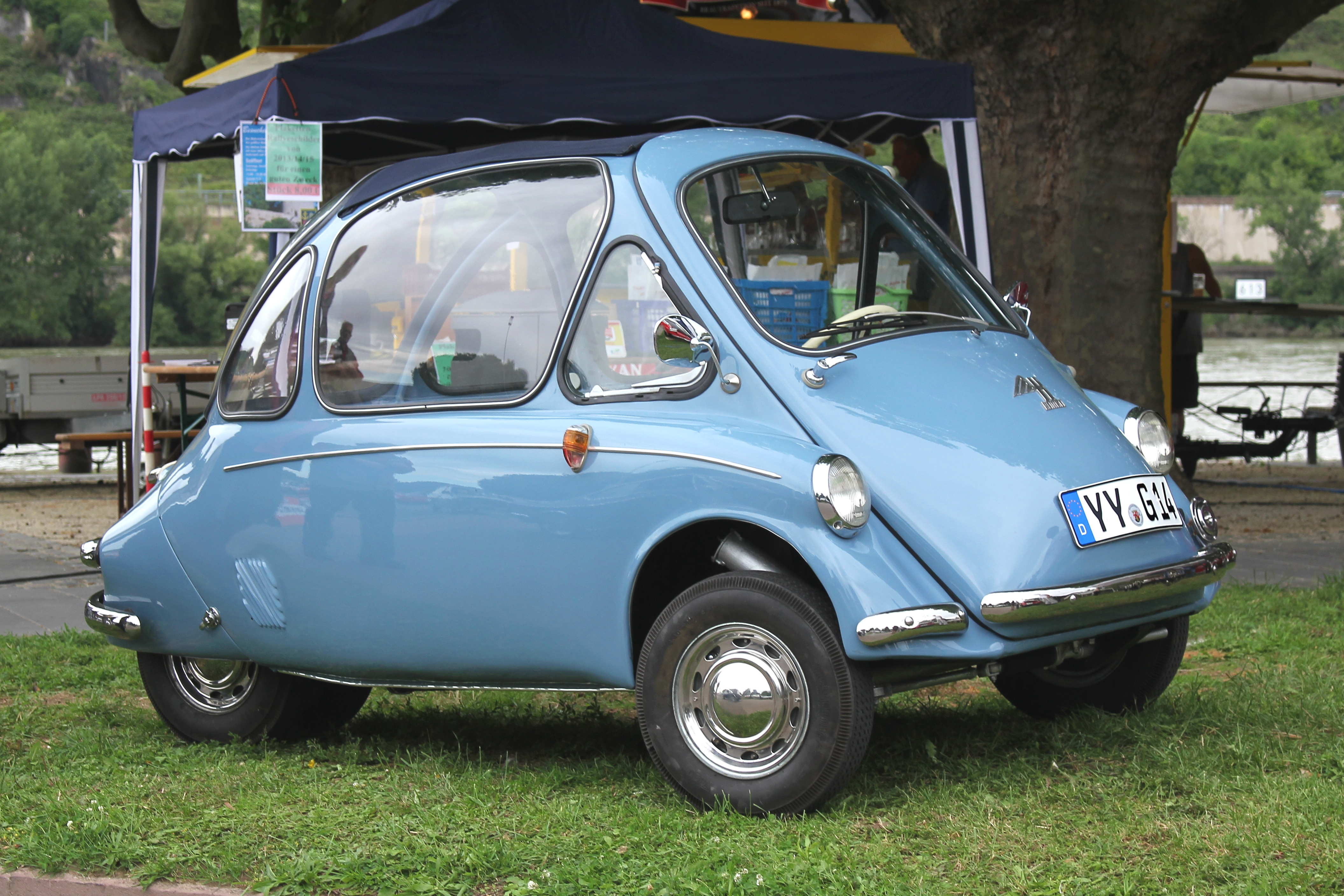
Heinkel Kabine

Ernst Heinkel a présenté sa célèbre mini-voiture en forme de bulle, la Heinkel Kabine, en 1955 et a reçu le certificat de contrôle technique en février 1956. Il a rapidement acheté l'usine de Spire pour disposer d'une capacité de production supplémentaire, s'ajoutant à la chaîne de montage principale de Karlsruhe. Compte tenu de son emplacement sur l'aérodrome, il semble qu'il avait peut-être également l'intention de recommencer à produire des avions à Spire. Au cours des cinq années suivantes, 3800 Heinkel Kabine ont été produites dans l'usine de Spire, atteignant le rythme de 50 par jour. Cependant, la mort de Heinkel en 1958 a mis fin à tout projet d'expansion dans l'aviation, et en 1961 les deux chaînes de montage furent vendues en Irlande et en Argentine.
En 1964, les restes de Heinkel, Focke-Wulf et Weser Flugzeugbau ont fusionné pour former Vereinigte Flugtechnische Werke (VFW), et pour un temps, VFW-Fokker. L'usine de Spire a ensuite participé à la production du C-160 Transall, dont 169 exemplaires ont été construits. Elle a également produit des pièces pour les Bell UH-1 Iroquois et Sikorsky CH-53 Sea Stallion, produits sous licence par VFW. L'usine a également travaillé pour d'autres sociétés aéronautiques, notamment Messerschmitt-Bölkow-Blohm (MBB), Dornier et le constructeur de moteurs MTU Aero Engines. En 1983, MBB a acheté l'usine de Spire et l'a transformée en un centre de réparation d’hélicoptères. MBB a connu des difficultés financières et a fusionné avec Deutsche Aerospace en 1989.

## Reconstitution de Pfalz Flugzeugwerke
En 1996, l’usine DASA est devenue une société par actions détenue par les employés. Trois responsables de l'usine DASA ont repris la direction. La société est devenue un fournisseur de systèmes de chargement de cargaison, de conduits et de collecteurs, ainsi que de réservoirs de carburant et de carénages supplémentaires. Le 1er janvier 1997, l’usine de Spire a été officiellement cédée aux 523 employés restants, et a repris le nom de Pfalz-Flugzeugwerke. Ils continuent à ce jour leur travail dans la maintenance des hélicoptères.
Un an plus tard, le 22 janvier 1998, le journal Mannheimer Morgen signalait un « moral fantastique parmi les employés de PFW ». Après une réduction des effectifs, le nombre d’employés était remonté à 617 à l'époque, renforcé par des intérimaires. Le chiffre d'affaires prévu de 125 millions de Deutsche Mark avait été atteint. En 2001, il a été décidé de vendre des actions au Safeguard International Fund afin d’augmenter les capitaux et de répondre aux besoins supplémentaires d’un marché de l’aérospatiale en forte croissance. Cette étape a permis une expansion rapide, en particulier sur le marché international. Aujourd'hui, la Pfalz-Flugzeugwerke est bien placée dans le secteur. Les développements positifs dans l'industrie aéronautique et dans Airbus soutiennent l'activité de la société.

## Avions construits
- Pfalz D.III
- Pfalz D.VI
- Pfalz D.VII
- Pfalz D.VIII
- Pfalz D.XII
- Pfalz D.XV
- Pfalz Dr.I